# Javerdat
Javerdat település Franciaországban, Haute-Vienne megyében. Lakosainak száma 702 fő (2022. január 1.). Javerdat Brigueuil, Montrollet, Cieux, Montrol-Sénard, Oradour-sur-Glane és Saint-Brice-sur-Vienne községekkel határos.

## Népesség
A település népességének változása:
| Lakosok száma | 711  | 723  | 735  | 717  | 705  | 695  | 693  | 690  | 702  |
|               | 2013 | 2015 | 2016 | 2017 | 2018 | 2019 | 2020 | 2021 | 2022 |